# Заєць Леонід Костянтинович
Леонід Костянтинович Заєць (біл. Леанід Канстанцінавіч Заяц, 30 вересня 1958, с. Гацук, Слуцький район, Мінська область) — державний діяч Білорусі, міністр сільського господарства і продовольства Республіки Білорусь з 21 серпня 2012 року по 27 березня 2019 року, .

## Біографія
У 1989 р. закінчив Білоруську державну сільськогосподарську академію.
З 1976 по 1978 рр. служив у лавах Збройних Сил.
У 1989 р. працював трактористом, бригадиром, начальником дільниці, фахівцем по кормовиробництву, головним агрономом радгоспу «50 років БРСР» Слуцького району.
З 1991 р. працював головним агрономом радгоспу «Слуцьк», головою колгоспу «Білорусь» Слуцького району, директором Слуцького комбінату хлібопродуктів.
У 2001 р. призначений головою Молодечненського райвиконкому, а потім заступником голови Мінського обласного виконавчого комітету.
Нагороджений медаллю «За трудові заслуги».
З 2008 р. — генеральний директор ВАТ "Агрокомбінат «Дзержинський».
З 21 серпня 2012 року — міністр сільського господарства і продовольства Республіки Білорусь.
16 жовтня 2015 року постановою Ради Міністрів № 870 у складі Уряду склав свої повноваження перед новообраним Президентом Республіки Білорусь, а 17 грудня 2015 року указом Президента № 500 знову затверджений на посаді міністра.
27 березня 2019 року звільнений з посади міністра. З 1 квітня 2019 року — голова Могильовського обласного виконавчого комітету.
13 грудня 2021 року був звільнений з цієї посади та призначений членом Ради Республіки Національних Зборів Республіки Білорусь сьомого скликання, де незабаром обраний заступником голови.
21 березня 2022 року призначений віце-прем'єр-міністром Республіки Білорусь, відповідальним за сільське господарство.
11 квітня 2024 року звільнений з посади віце-прем'єр-міністра Республіки Білорусь і призначений членом Ради Республіки Національних зборів Республіки Білорусь восьмого скликання.
Внесений до санкційніх списків країн Балтії.